# Fornsalen i Ödeborg
Fornsalen i Ödeborg är ett museum och hembygdsgård i Ödeborgs socken i Färgelanda kommun. Byggnaden, som uppfördes år 1913, är byggnadsminne sedan den 15 maj 2006. Museets samlingar uppgår till omkring 6 000 föremål från den förindustriella tiden.

## Historia
Under andra halvan av 1800-talet skapades en rad regionala fornminnes- och museiföreningar i den nationella anda som rådde. Dals fornminnesförening bildades 1874 och man samlade in en mängd föremål, men något museum kom aldrig till stånd. Tyvärr förstördes nästan hela föremålssamlingen vid stadsbranden i Åmål 1901.
I olika konstellationer fortsatte dock arbetet med att skapa ett Dalslands museum under början av 1900-talet. Detta resulterade så småningom i att Dalslands fornsal, senare Ödeborgs fornsal, stod klar 1913.
En av de drivande bakom Dalslands museum var Thure Langer (1884–1958), som bland annat inventerade fornminnen i Valbo härad under sommaren 1904. Han lade fram ett förslag till landskapsmuseum, benämnt "Hövdinga-Hallen", vilket skulle placeras på Håvestenskullen. Det kom aldrig att uppföras, men fornsalen i Ödeborg blev klar år 1913. Den finansierades genom ekonomiskt stöd på 1 000 kronor från disponent Victor Anderson vid Ödeborgs bruk och 1 000 kronor från disponent Hjalmar Lundbohm i Kiruna, som härstammade från Ödeborg. Ödeborgs Bruk skänkte även tomten där fornsalen uppfördes. År 1920 beslutade styrelsen för bruket att skänka 250 kronor för katalogisering av samlingarna i fornminnesmuseet, vilket resulterade i "Vägledning för besökande i Dalslands fornsal", sammanställd av Gösta Berg och Anders Linder och tryck år 1923. Anders Linder var folkskollärare och museets intendent fram till år 1926.

## Beskrivning
Fornsalen är byggd i ett markant höjdläge mitt i ett större gravfält från yngre järnålder med ett flertal gravhögar. Byggnaden har drag av fornnordisk vikingahall, såsom den uppfattades på 1910-talet, med fasader av rundtimmer med utskjutande knutar. I takfallet, som täcks av betongpannor, finns låga takkupor. Fasaderna är tjärade, men visar även spår av Falu rödfärg. Intill byggnaden, söder om och sydväst om denna, står fyra gamla skeppskanoner uppställda.
Entrén i sydvästra gaveln går via en mindre timrad förstuga. På byggnadens motsatta gavel, under ett utskjutande tak, finns en trappa till andra våningen, där vaktmästaren tidigare hade en liten lägenhet.
Interiören består av ett enda stort rum, öppet till nocken förutom den del där den före detta vaktmästarbostaden är belägen. Ytskikten domineras helt av omålat trä och rummet är längsdelat av en mellanvägg med tre tvärställda skärmväggar.

## Samlingarna
Samlingarna är fortfarande exponerade på samma sätt och plats som år 1923 och uppgår till cirka 6 000 föremål från den förindustriella tiden. Bland föremålen märks en altartavla från 1600-talet, vilken stod i den år 1870 rivna Färgelanda gamla kyrka, samt en bila, som sägs ha använts vid den sista avrättningen i Valbo härad år 1830.